# Сандакан
Сандакан е град в Източна Малайзия. Населението му е 479 121 жители (2009 г.). Площта му е 2266 кв. км. Основан е 1879 г. Намира се в часова зона UTC+8. Пощенските му кодове са в диапазона 90000-90999, а телефонния е 089.